# Liste der Wappen in der Metropolitanstadt Turin Orte F bis Q
Die Liste der Wappen in der Metropolitanstadt Turin F bis Q beinhaltet alle in der Wikipedia gelisteten Wappen der Orte mit dem Anfangsbuchstaben A bis E in der Metropolitanstadt Turin (bis 2014 Provinz Turin) in der Region Piemont in Italien. In dieser Liste werden die Wappen mit dem Gemeindelink angezeigt. 

## Wappen der Metropolitanstadt Turin

Metropolitanstadt Turin

## Wappen der ehemaligen Provinz Turin

Provinz Turin
Lage in Italien

## Wappen der Gemeinden der Metropolitanstadt Turin A bis E
- Liste der Wappen in der Metropolitanstadt Turin Orte A bis E

## Wappen der Gemeinden der Metropolitanstadt Turin F bis Q

Favria
Feletto
Fenestrelle
Fiano
Fiorano Canavese
Foglizzo
Forno Canavese
Frassinetto
Front
Frossasco
Garzigliana
Gassino Torinese
Germagnano
Giaglione
Giaveno
Givoletto
Gravere
Groscavallo
Grosso
Grugliasco
Ingria
Inverso Pinasca
Isolabella
Issiglio
Ivrea
La Cassa
La Loggia
Lanzo Torinese
Lauriano
Leinì
Lemie
Lessolo
Levone
Locana
Lombardore
Lombriasco
Loranzè
Luserna San Giovanni
Lusernetta
Lusigliè
Macello
Maglione
Mappano
Marentino
Massello
Mathi
Mattie
Mazzè
Meana di Susa
Mercenasco
Mezzenile
Mombello di Torino
Mompantero
Monastero di Lanzo
Moncalieri
Moncenisio
Montaldo Torinese
Montalenghe
Montalto Dora
Montanaro
Monteu da Po
Moriondo Torinese
Nichelino
Noasca
Nole
Nomaglio
None
Novalesa
Oglianico
Orbassano
Orio Canavese
Osasco
Osasio
Oulx
Ozegna
Palazzo Canavese
Pancalieri
Parella
Pavarolo
Pavone Canavese
Pecetto Torinese
Perosa Argentina
Perosa Canavese
Perrero
Pertusio
Pessinetto
Pianezza
Pinasca
Pinerolo
Pino Torinese
Piobesi Torinese
Piossasco
Piscina
Piverone
Poirino
Pomaretto
Pont-Canavese
Porte
Pragelato
Prali
Pralormo
Pramollo
Prarostino
Prascorsano
Pratiglione
Quagliuzzo
Quassolo
Quincinetto

## Wappen der Gemeinden der Metropolitanstadt Turin R bis Z
- Liste der Wappen in der Metropolitanstadt Turin Orte R bis Z